# Château de Coevorden
Le château de Coevorden est un monument national situé à Coevorden, en Drenthe.

## Origine
Dans sa forme la plus ancienne, le château était une motte castrale avec une tour en bois entourée de douves et de murs en bois. Comme dans tous les châteaux de ce type, il était possible de se retirer en cas de danger imminent.

## Histoire
L'histoire du château a été très mouvementée. La forteresse était d'une grande importance stratégique, en raison de son emplacement dans une zone marécageuse sur les routes de transit, en particulier celles situées entre les villes hanséatiques de Münster et de Groningue, et aussi en raison des droits de péage lucratifs. Sa possession a changé plusieurs fois de mains, souvent accompagnée de violence. Le château fut impliqué dans la bataille de Ane en 1227 et le siège de Coevorden de 1592 (nl). Le château a été pillé, détruit et reconstruit à plusieurs reprises. L'évêque Frédéric de Blankenheim a reconstruit le château en 1402.

## Vicomtes
Du XIIe au XVe siècle, le château fut habité par les vicomtes de Coevorden. Le résident du château était aussi le drost du pays de Drenthe. En 1522, le château a été rénové par le duc Charles de Gueldre et il a probablement réalisé la grande forme carrée que nous voyons dans les croquis de date ultérieure. Ce grand château est également tombé en grande partie en ruine. Les ruines qui subsistaient furent restaurées dans leur état actuel en 1967-1972 et cela ne se passa pas sans de durs débats.

## Périodes contemporaines
En 1938, la municipalité de Coevorden a acheté le château, et la restauration a pu commencé en 1968. Lors d'une restauration en 2010, la couche de peinture rouge a été enlevée. Le château a le statut de la protection de monument national depuis 1965.

## Réplique
Il existe une réplique de ce château à Vancouver, au Canada. Elle a été construite à l'occasion du centenaire de Vancouver et de l'Expo '86. Le château y a été construit à 80 % de sa taille réelle, en cadeau des habitants de Coevorden. Coevorden a une relation spéciale avec Vancouver en raison de l'officier de marine britannique George Vancouver, qui a exploré la côte ouest du Canada (Colombie-Britannique) sous James Cook en 1792. Il a donné son nom à l'île au large de la côte, l'île de Vancouver. Granville Island, qui se développait à la suite de la « ruée vers l'or », a reçu le nom de Vancouver en 1886.[3] Les ancêtres de George Vancouver venaient de Coevorden et là ils s'appelaient Van Coeverden (Van Coevorden). Van Coevorden a finalement été corrompu via Vancoeverden et Vancoever puis enfin Vancouver. La réplique a déménagé dans le parc à thème Fantasy Gardens à Richmond. C'est une banlieue de Vancouver.

## Anecdotes
- Le château sur le drapeau de Drenthe symbolise le château de Coevorden.
- C'est le seul château de Drenthe.

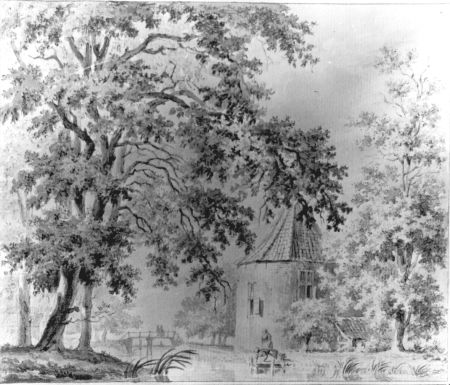
Gravure du château par Augustijn Claterbos (1754-1822).
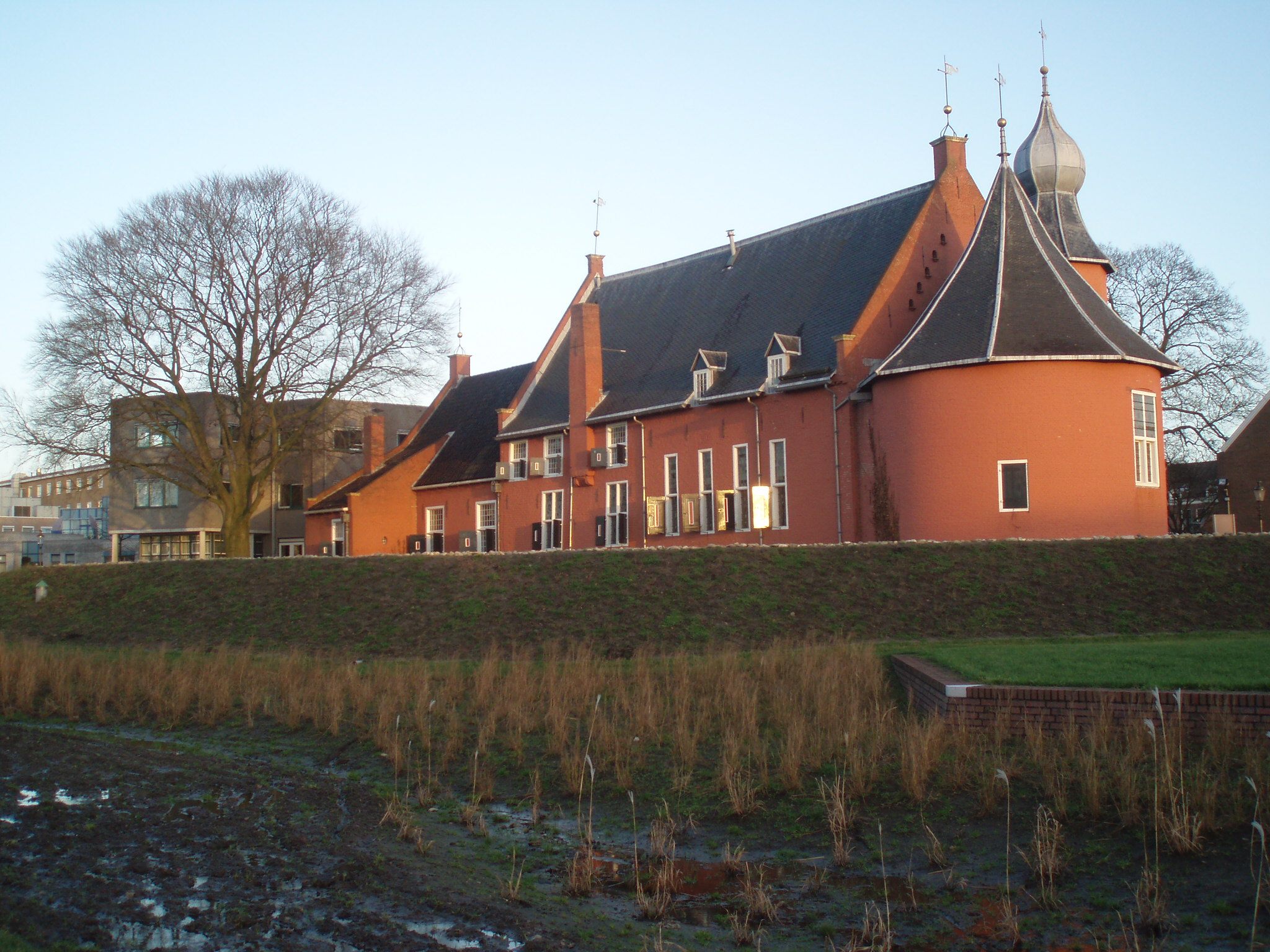
Arrière du complexe en 2008.
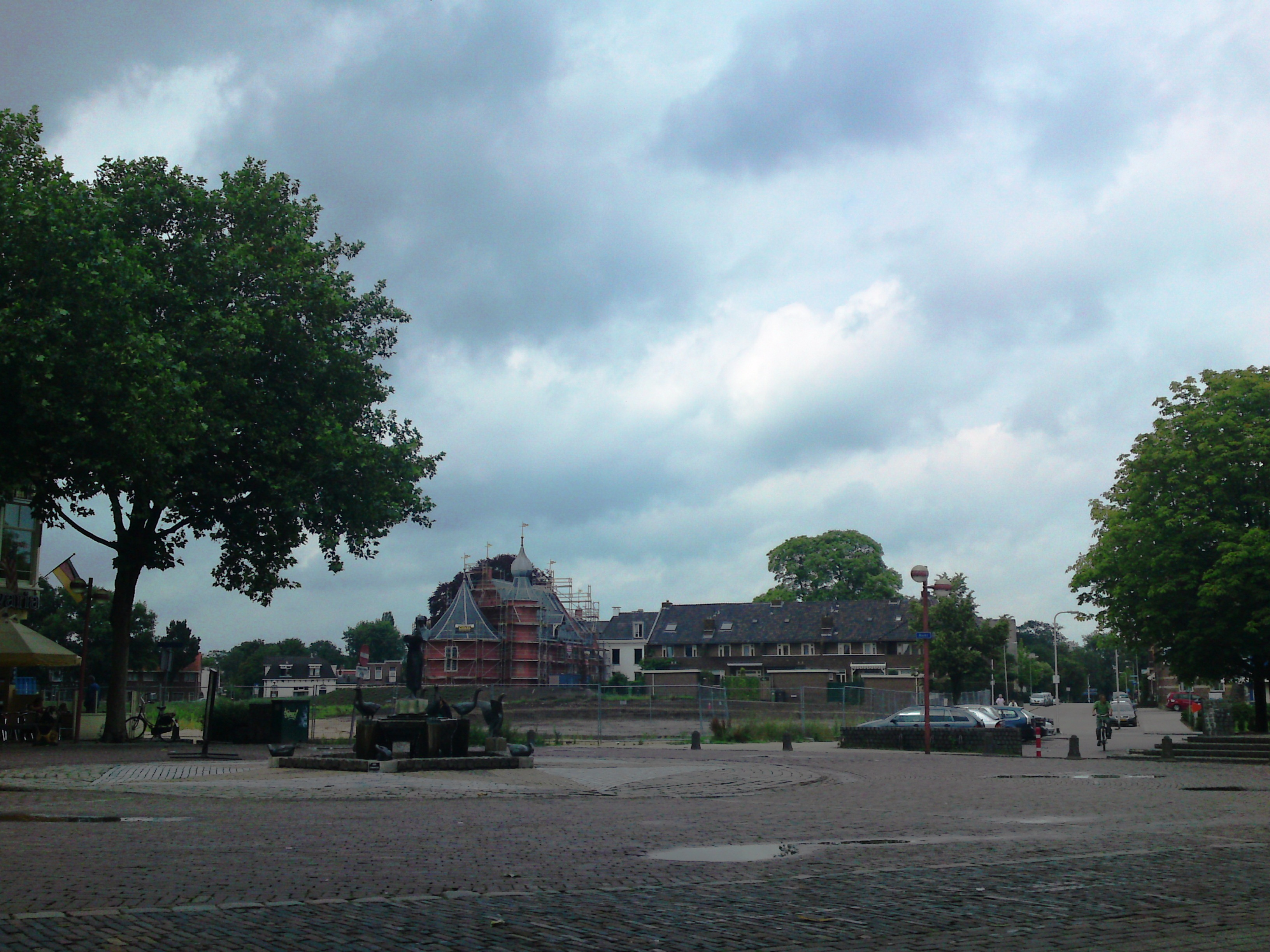
Le château vu du marché. Il est facile de constater que le château est situé sur une colline.
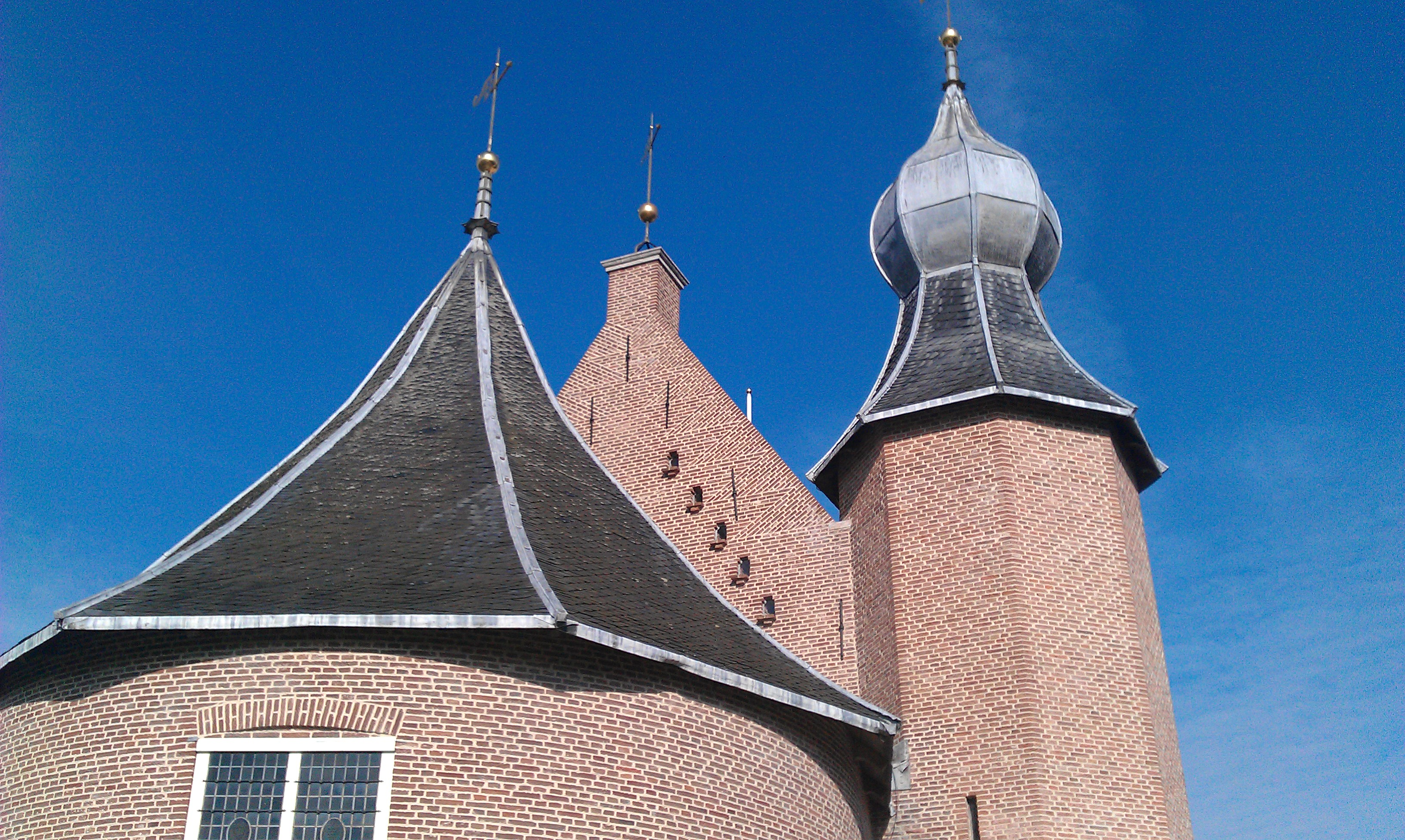
Vue supérieure du château.
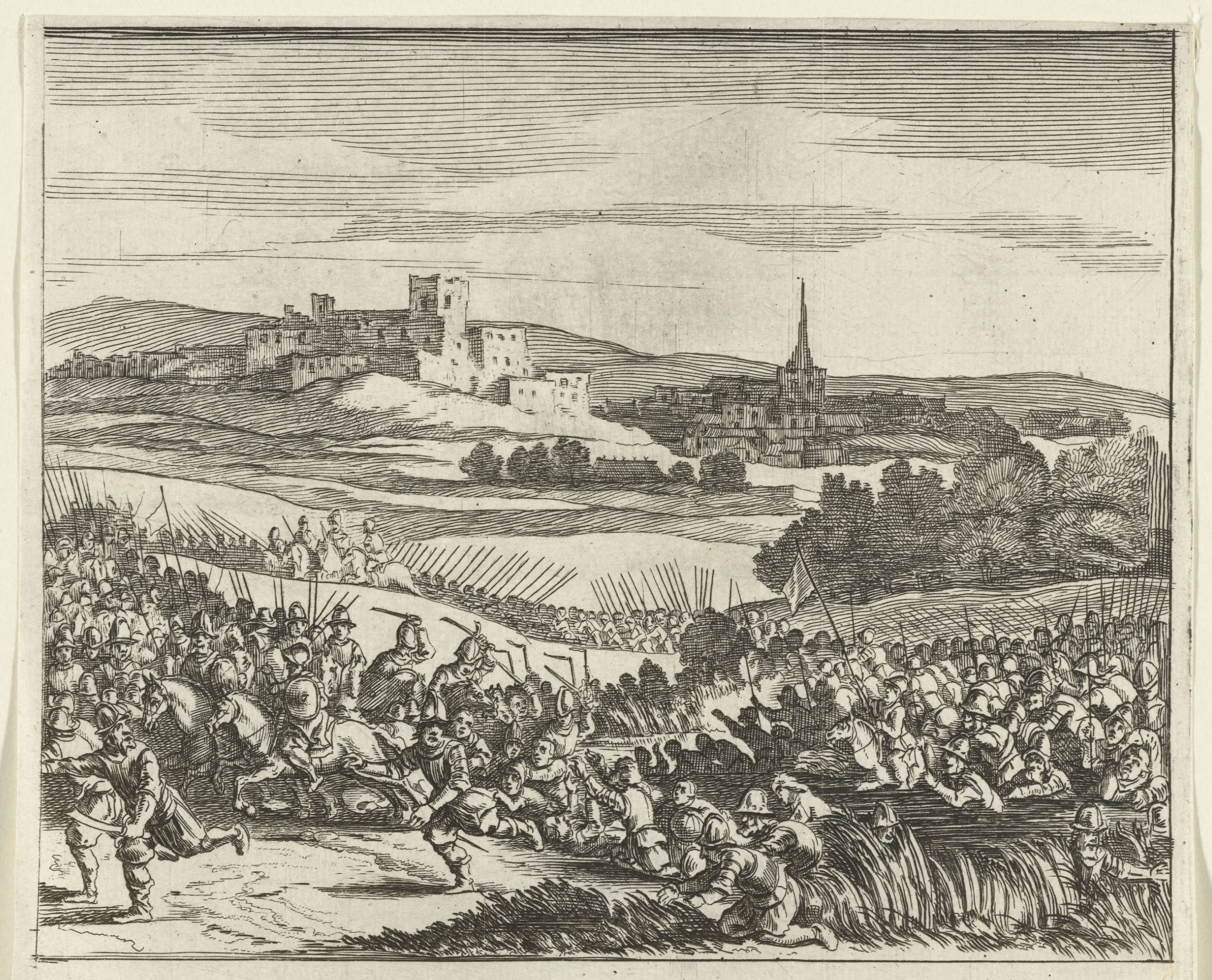
Bataille de Ane en 1227 : Eau-forte à la main anonyme (vers 1662-1664). Au fond, le grand château à l'époque du Moyen Âge.